# Шмитц, Манфред
Манфред Шмитц (25 апреля 1939, Эрфурт — 7 июля 2014, Берлин, Германия) — немецкий композитор, пианист, аранжировщик и музыкальный педагог.

## Биография
Окончив консерваторию в Веймаре (Германия), Манфред стал педагогом в высшем музыкальном училище. С 1968 по 1984 годы он преподавал в Веймарской Высшей школе музыки имени Листа. В качестве концертмейстера Манфред Шмитц на протяжении более чем 30 лет сотрудничал с известной актрисой и певицей Гизелой Май, сопровождая её в мировых турне.
С 1960 года Шмитц с его Manfred-Schmitz-Jazz-Trio имел большой успех на концертах и был отмечен многочисленными премиями.
В своих произведениях Шмитц пытается достичь гармонии между привлекательностью, формой и сложностью исполнения мелодии, для чего разрабатывает и собирает около 70 способов решения специфических трудностей при игре на фортепиано, собранные им за годы педагогической практики и подсказанные его учениками во время занятий.
С 2002 года Манфред Шмитц — руководитель высшей музыкальной школы в Трептов-Кёпеник.
Жил и работал в Берлине, где 7 июля 2014 года после непродолжительной болезни скончался в возрасте 75 лет.

## Избранные произведения
- Jazz Parnass. 111 Etüden, Stücke und Studien für Klavier. 1965.
- Die 13 Monate. von Erich Kästner – Vertonung 1979.
- Romantisches Intermezzo. 22 Stücke für Klavier. Deutscher Verlag für Musik, 1984.
- Mini Jazz 1. 50 leichte Stücke für Klavier zu 2 Händen. Deutscher Verlag für Musik, 1995.
- Regenbogen-Préludes. 21 Träume am Klavier. 1996.
- Spielwiese. Verändern – Erfinden – Improvisieren im Klavierunterricht von Anfang an. Deutscher Verlag für Musik, 1997.
- Jugend-Album für Klavier. AMA, 1999, ISBN 978-3-932587-41-2.
- Piano In Concert. Romantic Meditation. AMA, 2003, ISBN 978-3-89922-012-4.
- Klavier: Die Schule für alle, Band 1. AMA, 2010, ISBN 978-3-89922-144-2.
- Klavier: Die Schule für alle, Band 2. AMA, 2010, ISBN 978-3-89922-145-9.
- Klavier. Erster Weg zum Spielen nach Akkordsymbolen, Band 1. AMA, 2013, ISBN 978-3-89922-178-7.
- Klavier. Erster Weg zum Spielen nach Akkordsymbolen, Band 2. AMA, 2014, ISBN 978-3-89922-179-4.

## Любопытные факты
Произведение под названием "Андреа" использовалось в СССР в качестве первой части терапевтических сеансов Анатолия Кашпировского.